# Erisma tessmannii
Erisma tessmannii är en tvåhjärtbladig växtart som beskrevs av Pilger. Erisma tessmannii ingår i släktet Erisma och familjen Vochysiaceae. Inga underarter finns listade i Catalogue of Life.